# 田立村
田立村（ただちむら）は、長野県西筑摩郡にあった村。現在の木曽郡南木曽町大字田立にあたる。

## 地理
- 山：摺鉢山、後山、白ヶ根山
- 河川：木曽川

## 歴史
- 1871年（明治4年）
  - 7月14日 - 廃藩置県により、名古屋藩に属していた信濃国筑摩郡田立村は名古屋県に属する。
  - 11月20日 - 名古屋県の信濃国分が筑摩県となったため同県に属する。
- 1874年（明治7年）9月7日 - 山口村と合併して、山田村が発足（一旦廃止）。
- 1876年（明治9年）8月21日 - 筑摩県の信濃国分が長野県に編入され同県に属する。
- 1879年（明治12年）1月4日 - 郡区町村編制法の長野県での施行により、筑摩郡の区域に東筑摩郡および西筑摩郡が発足。山田村は西筑摩郡所属となる。
- 1881年（明治14年）2月24日 - 山田村が分割され、田立村および山口村が発足。
- 1889年（明治22年）4月1日 - 町村制の施行により、田立村が単独で自治体を形成。山口村と組合村を結成[1]。
- 1897年（明治30年） - 山口村との組合を解消。
- 1961年（昭和36年）4月1日 - 読書村、吾妻村と合併して、南木曽町が発足。

## 交通

### 鉄道路線
- 日本国有鉄道
  - 中央本線
    - 田立駅

### 道路
- 国道19号

## 名所・旧跡・観光スポット・祭事・催事
- 田立の滝